# 新城 (青森市)

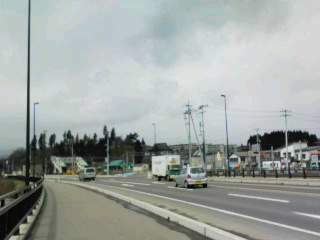
広くなった旧国道

新城（しんじょう）は青森県青森市の大字。また石江・鶴ケ坂・戸門・岡町も含めた旧・新城村一帯を指して呼ばれることもある。
以下、大字としての新城は「大字新城」、旧新城村一帯を指しての新城は「旧村地区」と表記する。

## 概要
青森市内西部の三内と油川に挟まれるように位置している。かつては東津軽郡新城村であったが、昭和の大合併で青森市に編入された。
現在の大字新城は、もともとの新城村の中心地であり、その他にも現在の石江、戸門、鶴ケ坂、岡町が新城村の地区であった。
昭和後期からは開発が進み、地区内の土地利用は住宅街が中心であり、近年はベッドタウンとしての役目を果たしている。また、大字新城地区は総じて起伏が激しい土地であり、坂のある町 新城と呼ばれることがある。
また、旧村地区は国道7号・青森西バイパスや青森環状道路に挟まれており、2010年には石江地区に東北新幹線・新青森駅が開業し、また隣接する三内と新田には東北自動車道の青森ICやフェリー埠頭があり、近年では交通の要衝となりつつある。

## 歴史
- 1955年（昭和30年） - 青森市に新城村が編入されたことに伴い青森市の一部となる。
- 1980年代 - 新城平岡の環状線沿い「緑ヶ丘ニュータウン」などの団地が数多く造成される。
- 1985年（昭和60年） - マンモス校化した新城小学校の学区を分離し、新城中央小学校が創立。
- 2004年（平成16年） - 現在の青森市西部市民センターが完成。

## 施設など

### 教育機関
高等学校
- 青森県立青森西高等学校

中学校
- 青森市立新城中学校

小学校
- 青森市立新城小学校
- 青森市立新城中央小学校

### その他
- 国立療養所松丘保養園
- 西部市民センター - 2004年に青森市営バス西部営業所跡地に新築・移転し、同時に温水プール・アリーナ・支所・図書館などが整備された。旧センターは解体され、旧支所は資料庫として使用されている。
- 青森競輪場
- 青森市営バス西部営業所

## 気候
山地であるため、毎年豪雪に見舞われる。地区内の道路は山がちな地形であるためカーブが非常に多く、除雪車による作業が困難となっている。このため、毎年雪の山が各所で見受けられる。

## 交通

### バス
- 青森市営バス
- 青森市市民バス
- 弘南バス

### 鉄道
- 東日本旅客鉄道（JR東日本）
  - 奥羽本線：津軽新城駅

## 産業

### 金融機関
- 青森県信用組合 新城支店

### 主なスーパーマーケット
- マエダストア 新城店 - 亀屋みなみチェーン倒産後、建物を買い取り開店。
- 県民生協 新城店 - かつては旧青森銀行新城支店の向かいにあったが、老朽化に伴う改築と駐車場・売場面積の確保のため、現在地に移転した。

#### かつて存在したスーパーマーケット
- Kバリュー - 現在マエダストアが立地している場所に所在した。

### その他
- ハッピードラッグ新城店 - かつてはローソン青森新城店に隣接していたが、駐車場・売場面積の確保のため移転した。
- ほっかほっか亭新城店、西バイパス店

## 大字新城地区の課題
- 山地で複雑な地形であることもあり、公共下水道が敷設されていない。そのため、ほとんどの住宅には浄化槽が設置されている（昭和60年代以前に建てられた住宅は汲み取り式が多い）。
- 上記の影響もあり、青森ケーブルテレビのエリア外となっている。
- 津軽新城駅は、新城環状線側の団地の開発が進んでいることにより、南口設置の要請が住民を中心に行われている。以前非常に狭く危険だった道路は2011年初頭に道路拡張工事が行われた。
- 人口が年々増加しているものの住居表示の整備が行われていない。

## 郵便局
- 青森西郵便局 - 大字新城の集配を担当。青森市石江字岡部にある。
- 津軽新城郵便局 - 無集配特定局だが、青森西郵便局開局までは集配局であった。